# نسوية يهودية

## التعاليم المنسوبة لليهودية بشأن المرأة
- لا يجوز للنساء تلاوة التوراة أمام حائط المبكى، وليس لهن الحق في المشاركة في العبادة.
- يجب على الآباء عدم تعليم بناتهم التوراة؛ لأن معظم النساء ليست لديهن نية تعلم أي شيء، وسوف يقمن بسبب سوء فهمهن بتحويل التوراة إلى هراء!
- المرأة في فترة الحيض تكون نجسة طوال فترة الحيض، وبعدها بسبعة أيام. كما يعتبرون أن كل ما تلمسه المرأة طوال هذه الفترة نجسًا. وبل تعدى الأمر أكثر من ذلك، فإذا لمست المرأة شيئًا ولمسه شخص بعد ذلك، فهذا الشخص يكون نجسًا.

لذلك كان من الطبيعي أن ترفض اليهوديات هذه النظرة، خاصة في عصرنا الحديث، بعد أن حصلن على تعليم جيد وثقافة واسعة، ويحاولن تغييرها والثورة عليها، ومن ثم عملن على إنشاء الحركات النسوية اليهودية.

## نشأة النسوية اليهودية
ترجع الحركة النسوية اليهودية إلى نهاية الستينات، وبدايات السبعينيات من القرن الماضي، ووفقا للمؤرخة «بولا هيمان»، فإن مقالتين نشرتا في السبعينيات عن دور المرأة في اليهودية، كانتا لها الأثر في النسوية اليهودية، المقالة الأولى كانت بعنوان: «عدم تحرير المرأة اليهودية»، وقد نشر في عام 1970م من قبل محررتها ترود فايس-روزمارين، التي انتقدت ما أسمته المعاملة السيئة للنساء في الشريعة اليهودية.
أما المقال الثاني: فكان بعنوان: «اليهودي الذي لم يكن هناك: الشريعة اليهودية والمرأة اليهودية» وقد نشرت في عام 1971م في مجلة ل«راشيل أدلر»، وأيضا انتقدت ما اعتبرته ظلم الشريعة اليهودية للمرأة مطالبة بتغيير هذه الوضعية (2).
غير أن تحرك النساء اليهوديات، تَمثَّل أساسا في تأسيس حركة لهن، وهي «الحركة النسائية اليهودية»، منذ سنة 1971م، هذه الحركة استعارت التجربة النسوية الأمريكية، خاصة بعد الموجة النسوية الثانية. إذ أشارت مارسيا فريدمان Marcia Freedman، الأستاذة الجامعية بجامعة حيفا، إلى أن «التأثير الأمريكي على تطور هذه الحركة النسائية كان واضحا، سواء على مستوى التنظير أو التصور أو الأيديولوجيا»(3).
ساهم في تعميق هذا الأثر: أن العديد من الرائدات النسويات الأمريكيات كن يهوديات، وتأتي في مقدمتهن بتي فريدان، والتي كان لكتابها “الغموض الأنثوي” (Betty Friedan, The Feminine Mystique)، الصادر عام 1963م، التأثير الأكبر في مسار الحركة النسوية الأمريكية، حيث طرحت فيه العديد من التصورات والمفاهيم والمقولات، والتي أصبحت هي الموجه للحركة النسوية فيما بعد. وقد شاركت بتي فريدان في بعض الأنشطة اليهودية، فشاركت كعضو في المجلة الدولية للشؤون اليهودية. كما شاركت في الحملة الصهيونية المعادية للأمم المتحدة، والتي تتهم المنظمة الدولية بأنها معادية لليهودية (4).
يقول الدكتور عبد الوهاب المسيري في موسوعته اليهود واليهودية والصهيونية: بتي فريدان تعد نموذجاً متكرراً بين قيادات حركة تحرير المرأة في الولايات المتحدة، إذ يُلاحَظ أن عدداً كبيراً منهن إما يهوديات، أو ذوي أصول يهودية. ويمكن القول بأن هذا يعود لمركب من الأسباب منها ما يلي:
1 ـ  يُلاحَظ تصاعُد معدلات العلمنة بين يهود الولايات المتحدة؛ لكونهم عناصر مهاجرة جديدة، لا تحمل أعباءً تاريخية أو دينية، وباعتبار أنهم أعضاء في أقلية، وجدت أن بإمكانها أن تحقق الحراك الاجتماعي، من خلال الاندماج في المجتمع الأمريكي العلماني، ومن خلال تآكل القيم المسيحية الأخلاقية المطلقة.
2 ـ  لعل الخلفية الحلولية (القبَّالية) لكثير من هذه القيادات؛ قد ساهم في دفعهم نحو تَبنِّي مواقف جذرية متطرفة، فالحلولية بأحاديتها المتطرفة، لا تعترف بأية حدود أو تقسيمات أو اختلافات أو ثنائيات. وفي هذا الإطار يأتي تبني  نزعة التمركز حول الأنثى والدعوة إليها.
ويُلاحَظ أن مقولة يهود/أغيار، تقابل تماماً مقولة أنثى/ذكر. كما أن التمركز حول الأنثى، يشبه التمركز حول الهوية اليهودية. ورؤية تاريخ البشر، كتاريخ ظلم وقمع واضطهاد (لليهود وللإناث)، هو الآخر، عنصر مشترك. ويشترك الفريقان في البرنامج التفكيكي العدمي.
3 ـ  يُلاحَظ أن الأسرة اليهودية في الولايات المتحدة الأمريكية، كانت تتميَّز بقدر عالٍ من التماسك، حتى أوائل الستينيات، ولكنها أخذت في التآكل والتراجع باعتبارها إطاراً للتضامن، وقد أدَّى هذا إلى غربة عدد كبير من النساء اليهوديات، وإلى إحساسهن بالاضطهاد داخل الأسرة. ولا شك في أن الدور المتميِّز، الذي كانت تلعبه الأم اليهودية في الأسرة اليهودية في شرق أوروبا، ثم في الجيلين الأول والثاني من المهاجرين، وتآكل هذا الدور، وتحوُّله إلى عبء على الأم وعلى أبنائها، بسبب ظهور المؤسسات الحكومية التي تضطلع بوظائف الأم التقليدية، لاشك في أن هذا عمَّق هذه الغربة، وبالتالي زاد من تطرف الثورة (5).

## ماهية النسوية اليهودية
الحركة النسوية اليهودية: هي حركة تسعى إلى جعل الوضع الديني والقانوني والاجتماعي للمرأة اليهودية، مساويا لوضع الرجل في الديانة اليهودية.
وترى النسويات اليهوديات أن الشريعة اليهودية بأكملها، تحتاج إلى إصلاح شامل؛ حتى تتحقق المساواة بين الرجل والمرأة؛ لأن اليهودية من وجهة نظرهن: نظام أبوي كلاسيكي، وهو نظام يعكس تجارب وأصوات الذكور، ويطالبن بضرورة إعادة كتابة تاريخ المرأة اليهودية، أو إعادة إنشائها، ونشر الوعي بهذا التاريخ بين اليهود.
ويشرح الدكتور المسيري، ماهية النسوية اليهودية، والتي يطلق عليها حركة اليهودية المتمركزة حول الأنثى اليهودية، قائلا: "حركة تحاول تركيب بنية دينية جديدة، تتكون من عناصر يجمعها مفكرو وقيادة الحركة؛ لإعادة بناء اليهودية، بطريقة تُرضي الإناث، وتفي بحاجاتهن الأنثوية الخاصة. وهذه العناصر مجموعة من الأساطير الشعبية والأفكار الوثنية، التي تراكمت داخل التركيب الجيولوجي اليهودي، وهو تركيب جعل دعاة اليهودية المتمركزة حول الأنثى، قادرين على توليد نسقهم من داخل النسق الديني نفسه؛ ذلك لأن هذا التركيب يحوي كل شيء تقريباً، كما أنه يولِّد قابلية عالية لليهودية؛ للتغير بحسب الأوضاع والملابسات التاريخية.
وقد وصفت «جوديت بلاسكو»، إحدى مفكرات حركة اليهودية المتمركزة حول الأنثى، تلك الحركة بأنها تسعى إلى توسيع نطاق التوراة، ومن ثم فهي تثير الشكوك بشأن نهائية النص التوراتي ومطلقيته، فهي يهودية معادية للمطلق الديني المتجاوز للطبيعة والإنسان، وتطرح بدلاً منه نسقاً يتغيَّر بتغيُّر الملابسات التاريخية والرغبات البشرية، الجماعية والفردية. وهي في هذا لا تختلف كثيراً عن لاهوت موت الإله، حين يموت الإله، ويصبح المطلق الوحيد هو حادث الإبادة النازية ليهود أوروبا وإنشاء الدولة الصهيونية.
وقد صرحت إحدى مفكرات الحركة: بأن إعادة النظر في وضع المرأة في سياق العقيدة اليهودية، أمر جوهري يُشبه إعادة دراسة المسألة اليهودية في سياق التاريخ العام.
كما تحاول الحركة اليهودية المتمركزة حول الأنثى: تطهير الخطاب الديني تماماً من أي صور مجازية، قد يُفهَم منها الانقسام إلى ذكر وأنثى، مثل صورتي الزواج والزفاف المجازيتين المتواترتين في العهد القديم"(6).

## الحركة الإصلاحية وتبني المطالب النسوية
كانت اليهودية الإصلاحية، أول فرقة استجابت لحركة التمركز حول الأنثى اليهودية، إذ رُسِّمت «سالي برايساند» حاخاماً في يونيه 1972م. وفي عام 1973م وافقت اليهودية المحافظة على أن تحسب النساء ضمن النصاب (منيان) اللازم لإقامة الصلاة في المعبد، كما سُمح لهن بالقراءة من التوراة في المعبد، وهذه الأمور كانت مقصورة على الذكور البالغين. ثم وافقت اليهودية المحافظة، على ترسيم الإناث كحاخامات محافظات في 1985م، وكمنشدات (حزان) عام 1987م، وقد اتسع النطاق بطبيعة الحال ليشمل كل الشعائر.

## تأثير الحركة النسوية اليهودية
أسَّست بعض النساء الأمريكيات اليهوديات، من المدافعات عن التمركز حول الأنثى جماعة «نساء الحائط» التي تطالب بحق تلاوة التوراة أمام حائط المبكى، وارتداء شال الصلاة (طاليت)، وهو حق مقصور على الرجال. كما بدأ بعض المؤمنات باليهودية المتمركزة حول الأنثى بارتداء شيلان صلاة (طاليت)، حريمية ذات لون وردي، وطاقيات للصلاة، موشاة بعناصر حريمية مثل الدانتلا، وتمائم صلاة (تيفلِّين) مزينة بالشرائط (وإن كان بعضهن يرفضن الشيلان والطاقيات والتمائم؛ لأنها ذكورية أكثر من اللازم وتُذكِّرهن بآبائهن!). ومنذ عام 1983م، بدأت بعض المعابد اليهودية غير الأرثوذكسية: بتعديل الصلوات، حتى تتم الإشارة إلى الآباء (باتريارك) وزوجاتهن الأمهات (ماتريارك).
وتحاول بعض المعابد تغيير صيغة الإشارة إلى الإله باعتباره ذكراً، فيُشار إليه باعتبار أنه ذكر وأنثى في آن واحد، حتى تتحقق المساواة التامة بين الجنسين! فيُقال على سبيل المثال: «إن الخالق هو الذي/هي التي، وضع/وضعت ... إلخ»، بل يُشار إليه أحياناً بالمؤنث وحسب، فهو «ملكة الدنيا»، و «سيدة الكون» و«الشخيناه».
لعل من أهم التغييرات في عالم الرموز: ظهور ليليت (نسبة إلى الليل والظلمة) بديلاً لحواء، وهي بحسب الأساطير التلمودية زوجة آدم الأولى قبل حواء، وقد تمردت على وضعها كأنثى (فرفضت مسألة أنها تنام تحت الرجل لا فوقه!) كما تمرَّدت على الإله. وأصبحت تنتقم من الرجال والنساء المتزوجات، بأن تقتل الأطفال المولودين. فليليت ليست عكس حواء وحسب، بل هي عكس الأنوثة والأمومة والحالة البشرية نفسها، فهي شخصية تفكيكية من الطراز الأول، تنتمي إلى عالم ما بعد الحداثة، الذي لا يوجد فيه مركز ولا معنى (وقد صدرت عام 1976م مجلة ليليت، لتعبِّر عن فكر حركة التمركز حول الأنثى، أسستها«سوزان وايدمان شنايدر» إحدى أهم مفكرات الحركة).
من التعديلات الأخرى التي أُدخلت على العبادة اليهودية: الاحتفال بعيد «روش هحوديش»، أي «عيد القمر الجديد» باعتباره عيداً أنثوياً. وتشير بعض مفكرات الحركة اليهودية للتمركز حول الأنثى، إلى علاقة القمر بالعادة الشهرية، وإلى أن في التلمود عبارة تقول: إن القمر سيصبح يوماً ما مساوياً للشمس. ويفسر كل هذا على أنه إشارات إلى المساواة المطلقة بين الذكر والأنثى، واختفاء أي اختلاف بينهما. ويقيم دعاة حركة التمركز حول الأنثى: احتفالات خاصة بالعادة الشهرية والإجهاض والولادة.
أعد دعاة حركة التمركز حول الأنثى هاجاداه (سفر الخروج الجديد) لعيد الفصح، خاصة بالنساء (وكتبتها الأمريكية «إستير بروند» والإسرائيلية «نعومي نيمرود»). يبدأ الاحتفال بعيد الفصح بالنساء، جالسات على الأرض، وقد فرشن أمامهن مفرشاً، وتوجَّه الأسئلة لأربع بنات. بدلاً من أربعة أولاد، أما كأس النبي إلياهو، فيصبح كأس الكاهنة مريم. وقد كُتبت كتب مدراش خاصة، متمركزة حول الأنثى. وقد أدخلت الحركة أيضاً تعديلات عديدة، ذات طابع سطحي، بعضها يكاد يكون كوميدياً. فمثلاً هناك احتفال يُسمَّى «بريت بنوت يسرائيل» بدلاً من «بريت ميلاه (الختان)» تُتلى فيه صلاة خاصة، تؤكد أهمية الأمهات: أولاهن بطبيعة الحال ليليت، ثم حواء، وزوجة نوح وسارة ورفقه وليئة وراحيل. ويُقام احتفال التشليخ (بعد عيد رأس السنة)، حيث تقوم النساء بإلقاء خطاياهن في الماء. وتأكل النساء طعاماً مستديراً (فطائر) علامة الخصوبة والأنوثة، ويشعلن شموعاً يوم السبت، على أن تُوضَع الشموع في طبق مليء بالماء حتى تشبه القمر. وتجمع النساء الصدقة فيما بينهن، ولا ينفقنها إلا على حركة التمركز حول الأنثى. وكما أسلفنا، رُسِّمت نساء حاخامات كما توجد الآن معابد يهودية إصلاحية ومحافظة للسحاقيات، وقد رُسِّمت لها (حاخامات) من النساء المثليات أيضاً. وتوجد الآن مدرسة تلمودية عليا (يشيفا) تسمح بالتحاق المثليين جنسياً والمثليات (7).

## الإحالات
(1) مكانة المرأة اليهودية وفق النص التوراتي، د. جبر الهلّول، على الرابط:
(2) Jewish feminism ، موقع ويكيبيديا، على الرابط :  http://cutt.us/0BLli  
(3) الحركة النسائية اليهودية -ثورة- على الصورة القاتمة المرسومة عن المرأة اليهودية، جمال صوالحين،
(4) انظر مقالنا قراءة تاريخية لحركة تحرير المرأة الأمريكية، موقع لها أون لاين على الرابط التالي: http://cutt.us/kJA9X  
(5) المرجع السابق.
(6) موسوعة اليهود واليهودية والصهيونية، عبد الوهاب المسيري، الجزء 15 ص 346، نسخة إلكترونية.
(7) الموسوعة مرجع سابق،  وانظر American Jewish Feminism: Beginnings ، على الرابط: http://www.myjewishlearning.com/article/american-jewish-feminism-beginnings/